# The Railway Children Return
The Railway Children Return is een Britse familie-dramafilm uit 2022, geregisseerd door Morgan Matthews. De film is het vervolg op The Railway Children uit 1970, die daarop weer is gebaseerd op de gelijknamige roman van E. Nesbit. De hoofdrollen worden vertolkt door Jenny Agutter, Tom Courtenay, Sheridan Smith en John Bradley en Hugh Quarshie.

## Verhaal
Het is 1944 en een nieuwe golf van bombardementen valt op Groot-Brittannië tijdens de Tweede Wereldoorlog. De 14-jarige Lily, de 11-jarige Pattie en de 7-jarige Ted Watts worden vanuit Manchester geëvacueerd naar het dorp Oakworth in Yorkshire, waar ze worden begroet door Bobbie Waterbury, haar onderwijzeresdochter Annie en haar 13-jarige kleinzoon Thomas. Alle kinderen worden door de lokale bevolking geselecteerd om een huis te krijgen, maar vanwege een verzoek van ambtenaren om broers en zussen niet uit elkaar te halen, blijft het Watts-trio over. Als niemand anders ze neemt, verwelkomt Bobbie ze in hun huis. De broers en zussen krijgen snel een band met Thomas. Het Amerikaanse leger heeft een basis in het gebied en er is een storing op hun eerste avond. Terwijl ze hun nieuwe omgeving verkennen, worden de kinderen aangevallen door een groep lokale kinderen die niet blij zijn met hun aanwezigheid en Thomas verwelkomt hen in zijn schuilplaats in een oude remwagen bij het treinstation.

## Rolverdeling
| Acteur         | Personage                  |
| -------------- | -------------------------- |
| Jenny Agutter  | Roberta 'Bobbie' Waterbury |
| Tom Courtenay  | Oom Walter                 |
| Sheridan Smith | Annie                      |
| John Bradley   | Richard Perks              |
| Hugh Quarshie  | Generaal Harrison          |
| Beau Gadsdon   | Lily Watts                 |
| Austin Haynes  | Thomas Waterbury           |
| Jessica Baglow | Angela                     |
| Eden Hamilton  | Pattie Watts               |
| Zac Cudby      | Ted Watts                  |

## Ontvangst
Op Rotten Tomatoes heeft The Railway Children Return een waarde van 76% en een gemiddelde score van 6,40/10, gebaseerd op 21 recensies. Op Metacritic heeft de film een gemiddelde score van 55/100, gebaseerd op 6 recensies.